# Grand Prix automobile de Mid-Ohio 2002
Navigation
Édition précédente
Le Grand Prix de Mid-Ohio 2002 (American Le Mans Series at Mid-Ohio), disputé sur le 30 juin 2002 sur le Mid-Ohio Sports Car Course est la troisième manche de l'American Le Mans Series 2002.

## Course

### Classement de la course
Classement final de la course (vainqueurs de catégorie en gras), :
| Pos.   | Catégorie | N° | Écurie                   | Pilotes                                  | Châssis                         | Pneus | Tours/Abandon |
| Pos.   | Catégorie | N° | Écurie                   | Pilotes                                  | Moteur                          | Pneus | Tours/Abandon |
| ------ | --------- | -- | ------------------------ | ---------------------------------------- | ------------------------------- | ----- | ------------- |
| 1      | LMP900    | 1  | Audi Sport North America | Emanuele Pirro Frank Biela               | Audi R8                         | M     | 111           |
| 1      | LMP900    | 1  | Audi Sport North America | Emanuele Pirro Frank Biela               | Audi 3.6L Turbo V8              | M     | 111           |
| 2      | LMP900    | 2  | Audi Sport North America | Tom Kristensen Rinaldo Capello           | Audi R8                         | M     | 111           |
| 2      | LMP900    | 2  | Audi Sport North America | Tom Kristensen Rinaldo Capello           | Audi 3.6L Turbo V8              | M     | 111           |
| 3      | LMP900    | 50 | Panoz Motor Sports       | David Brabham Jan Magnussen              | Panoz LMP01 Evo                 | M     | 111           |
| 3      | LMP900    | 50 | Panoz Motor Sports       | David Brabham Jan Magnussen              | Élan 6L8 6.0L V8                | M     | 111           |
| 4      | LMP900    | 51 | Panoz Motor Sports       | Bryan Herta Bill Auberlen                | Panoz LMP01 Evo                 | M     | 111           |
| 4      | LMP900    | 51 | Panoz Motor Sports       | Bryan Herta Bill Auberlen                | Élan 6L8 6.0L V8                | M     | 111           |
| 5      | LMP900    | 16 | Dyson Racing Team        | Butch Leitzinger James Weaver            | Riley & Scott Mk III            | G     | 109           |
| 5      | LMP900    | 16 | Dyson Racing Team        | Butch Leitzinger James Weaver            | Lincoln (Élan) 6.0L V8          | G     | 109           |
| 6      | GTS       | 3  | Corvette Racing          | Ron Fellows Johnny O'Connell             | Chevrolet Corvette C5-R         | G     | 106           |
| 6      | GTS       | 3  | Corvette Racing          | Ron Fellows Johnny O'Connell             | Chevrolet 7.0L V8               | G     | 106           |
| 7      | GTS       | 4  | Corvette Racing          | Andy Pilgrim Kelly Collins               | Chevrolet Corvette C5-R         | G     | 105           |
| 7      | GTS       | 4  | Corvette Racing          | Andy Pilgrim Kelly Collins               | Chevrolet 7.0L V8               | G     | 105           |
| 8      | LMP900    | 17 | MBD Sportscar            | Scott Maxwell Milka Duno                 | Panoz LMP07                     | G     | 104           |
| 8      | LMP900    | 17 | MBD Sportscar            | Scott Maxwell Milka Duno                 | Mugen MF408S 4.0L V8            | G     | 104           |
| 9      | LMP900    | 30 | Intersport               | John Field Mark Neuhaus                  | Lola B2K/10B                    | G     | 103           |
| 9      | LMP900    | 30 | Intersport               | John Field Mark Neuhaus                  | Judd GV4 4.0L V10               | G     | 103           |
| 10     | LMP900    | 38 | Champion Racing          | Johnny Herbert Stefan Johansson          | Audi R8                         | M     | 102           |
| 10     | LMP900    | 38 | Champion Racing          | Johnny Herbert Stefan Johansson          | Audi 3.6L Turbo V8              | M     | 102           |
| 11     | GT        | 66 | The Racer's Group        | Kevin Buckler B.J. Zacharias             | Porsche 911 GT3-RS              | M     | 101           |
| 11     | GT        | 66 | The Racer's Group        | Kevin Buckler B.J. Zacharias             | Porsche 3.6L Flat-6             | M     | 101           |
| 12     | GT        | 22 | Alex Job Racing          | Timo Bernhard Jörg Bergmeister           | Porsche 911 GT3-RS              | M     | 101           |
| 12     | GT        | 22 | Alex Job Racing          | Timo Bernhard Jörg Bergmeister           | Porsche 3.6L Flat-6             | M     | 101           |
| 13     | LMP675    | 56 | Team Bucknum Racing      | Jeff Bucknum Chris McMurry Bryan Willman | Pilbeam MP84                    | A     | 100           |
| 13     | LMP675    | 56 | Team Bucknum Racing      | Jeff Bucknum Chris McMurry Bryan Willman | Nissan (AER) VQL 3.4L V6        | A     | 100           |
| 14     | LMP675    | 13 | Archangel Motorsports    | Bret Arsenault Ben Devlin                | Lola B2K/40                     | D     | 99            |
| 14     | LMP675    | 13 | Archangel Motorsports    | Bret Arsenault Ben Devlin                | Ford (Millington) 2.0L Turbo I4 | D     | 99            |
| 15     | LMP675    | 11 | KnightHawk Racing        | John Fergus Steven Knight                | Lola B2K/40                     | A     | 99            |
| 15     | LMP675    | 11 | KnightHawk Racing        | John Fergus Steven Knight                | Nissan (AER) VQL 3.0L V6        | A     | 99            |
| 16     | GT        | 79 | J-3 Racing               | Justin Jackson Mike Fitzgerald           | Porsche 911 GT3-RS              | D     | 99            |
| 16     | GT        | 79 | J-3 Racing               | Justin Jackson Mike Fitzgerald           | Porsche 3.6L Flat-6             | D     | 99            |
| 17     | GT        | 99 | Schumacher Racing        | Larry Schumacher David Murry             | Porsche 911 GT3-RS              | D     | 98            |
| 17     | GT        | 99 | Schumacher Racing        | Larry Schumacher David Murry             | Porsche 3.6L Flat-6             | D     | 98            |
| 18     | LMP900    | 18 | MBD Sportscar            | John Graham Didier de Radigues           | Panoz LMP07                     | G     | 97            |
| 18     | LMP900    | 18 | MBD Sportscar            | John Graham Didier de Radigues           | Mugen MF408S 4.0L V8            | G     | 97            |
| 19     | GT        | 89 | Porschehaus Racing       | Robert Julien Adam Merzon                | Porsche 911 GT3-RS              | D     | 96            |
| 19     | GT        | 89 | Porschehaus Racing       | Robert Julien Adam Merzon                | Porsche 3.6L Flat-6             | D     | 96            |
| 20     | GT        | 43 | Orbit                    | Leo Hindery Peter Baron                  | Porsche 911 GT3-RS              | M     | 95            |
| 20     | GT        | 43 | Orbit                    | Leo Hindery Peter Baron                  | Porsche 3.6L Flat-6             | M     | 95            |
| 21     | GT        | 42 | Orbit                    | Joe Policastro Jr. Tony Kester           | Porsche 911 GT3-RS              | M     | 93            |
| 21     | GT        | 42 | Orbit                    | Joe Policastro Jr. Tony Kester           | Porsche 3.6L Flat-6             | M     | 93            |
| 22     | LMP675    | 37 | Intersport               | Jon Field Clint Field                    | MG-Lola EX257                   | G     | 93            |
| 22     | LMP675    | 37 | Intersport               | Jon Field Clint Field                    | MG (AER) XP20 2.0L Turbo I4     | G     | 93            |
| 23     | GTS       | 44 | American Viperacing      | Marc Bunting Tom Weickardt               | Dodge Viper GTS-R               | P     | 88            |
| 23     | GTS       | 44 | American Viperacing      | Marc Bunting Tom Weickardt               | Dodge 8.0L V10                  | P     | 88            |
| 24 DNF | LMP675    | 77 | AB Motorsport            | Jimmy Adams Joe Blacker                  | Pilbeam MP84                    | A     | 87            |
| 24 DNF | LMP675    | 77 | AB Motorsport            | Jimmy Adams Joe Blacker                  | Nissan (AER) VQL 3.0L V6        | A     | 87            |
| 25     | GTS       | 26 | Konrad Motorsport        | Franz Konrad Terry Borcheller            | Saleen S7-R                     | P     | 81            |
| 25     | GTS       | 26 | Konrad Motorsport        | Franz Konrad Terry Borcheller            | Ford 7.0L V8                    | P     | 81            |
| 26 DNF | GT        | 31 | Petersen Motorsports     | Randy Pobst Johnny Mowlem                | Porsche 911 GT3-RS              | Y     | 78            |
| 26 DNF | GT        | 31 | Petersen Motorsports     | Randy Pobst Johnny Mowlem                | Porsche 3.6L Flat-6             | Y     | 78            |
| 27 DNF | GT        | 23 | Alex Job Racing          | Sascha Maassen Lucas Luhr                | Porsche 911 GT3-RS              | M     | 77            |
| 27 DNF | GT        | 23 | Alex Job Racing          | Sascha Maassen Lucas Luhr                | Porsche 3.6L Flat-6             | M     | 77            |
| 28 DNF | GTS       | 0  | Team Olive Garden        | Mimmo Schiattarella Emanuele Naspetti    | Ferrari 550 Maranello           | M     | 73            |
| 28 DNF | GTS       | 0  | Team Olive Garden        | Mimmo Schiattarella Emanuele Naspetti    | Ferrari 6.0L V12                | M     | 73            |
| 29 DNF | GTS       | 45 | American Viperacing      | Shane Lewis Kevin Allen                  | Dodge Viper GTS-R               | P     | 62            |
| 29 DNF | GTS       | 45 | American Viperacing      | Shane Lewis Kevin Allen                  | Dodge 8.0L V10                  | P     | 62            |
| 30 DNF | LMP675    | 62 | Team Spencer Motorsports | Dennis Spencer Rich Grupp                | Lola B2K/42                     | A     | 15            |
| 30 DNF | LMP675    | 62 | Team Spencer Motorsports | Dennis Spencer Rich Grupp                | Mazda 1.3L 2-Rotor              | A     | 15            |